# Istituto per le Applicazioni del Calcolo
O 'Istituto per le Applicazioni del Calcolo "Mauro Picone" (IAC) é um instituto de pesquisa do Consiglio Nazionale delle Ricerche, que se ocupa com matemática aplicada.
Sua história remonta a 1927, ano em que foi fundado pelo matemático Mauro Picone.
Diversos matemáticos de renome internacional trabalharam no instituto, como por exemplo Renato Caccioppoli, Fabio Conforto, Carlo Miranda, Ennio de Giorgi, Luigi Amerio, Guido Stampacchia, Corrado Böhm, Giuseppe Jacopini (teorema de Böhm-Jacopini), Aldo Ghizzetti, Piero de Mottoni, Gaetano Fichera e Wolfgang Gröbner. O diretor atual é Michiel Bertsch. 
O objetivo do Instituto é desenvolver cálculo matemático, estatístico e avançado para resolver, em contexto principalmente interdisciplinar, problemas da sociedade e da indústria. Seu quadro conta atualmentr com aproximadamente 55 pesquisadores. Em 2002 o instituto foi organizado em quatro sedes: Roma, Bari, Florença e Nápoles.